# Forsterygion flavonigrum
Forsterygion flavonigrum és una espècie de peix de la família dels tripterígids i de l'ordre dels perciformes.

## Morfologia
- Els mascles poden assolir 5 cm de longitud total.[1][2]

## Reproducció
Els mascles poden ésser territorials durant la temporada de reproducció.

## Alimentació
Menja amfípodes i larves de poliquets.

## Hàbitat
És un peix marí, de clima temperat i demersal que viu entre 4-110 m de fondària.

## Distribució geogràfica
Es troba a Nova Zelanda.

## Observacions
És inofensiu per als humans.